# مأموریت آموزش ناتو در افغانستان
مأموریت آموزش ناتو در افغانستان (به انگلیسی: NATO Training Mission-Afghanistan)،‏ (NTM-A) یک سازمان چند ملیتی بود که در نومبر ۲۰۰۹ به فعالیت آغاز نموده و ماموریت آن فراهم‌نمودن آموزش‌های عالی‌تر به اردوی ملی افغانستان (ANA) و قوای هوائی افغان (AAF) و ایجاد کالج‌ها و آکادمی‌های دفاعی بود، این سازمان هم‌چنین مسئولیت تهیه سرفصل دروس، آموزش و مشاوره پلیس ملی افغان (ANP) را برعهده داشت. فرمانده مربوطه هم‌زمان دو وظیفه را به پیش برده و هم مسئولیت فرمان‌دهی ماموریت آموزش ناتو در افغانستان و هم فرمان‌دهی مشترک انتقال امنیت برای افغانستان (CSTC-A) را به عهده داشته و به فرمانده نیروهای بین‌المللی کمک به امنیت (ISAF) گزارش می‌دهد.
ماموریت این سازمان به قرار ذیل بود: «مأموریت آموزش ناتو در افغانستان (NTM-A) و فرمان‌دهی مشترک انتقال امنیت (CSTC-A) در هماهنگی با ملت‌ها و متحدین ناتو، سازمان‌های بین‌المللی، حامیان مالی و سازمان‌های غیردولتی (NGOها) از «حکومت جمهوری اسلامی افغانستان» (GIRoA) در راستای ایجاد و پایدارسازی نیروهای امنیت ملی افغانستان (ANSF)، آموزش به رهبران نظامی و ارتقای پایدار ظرفیت نهادها به منظور ساختن نیروهای امنیتی پاسخ‌گو به رهبری افغان‌ها، حمایت می‌نماید.
این ماموریت منعکس کننده اولویت‌های امنیتی دولت افغانستان بوده و به برنامه‌های کنونی آموزش و ارتقای ظرفیت که شامل ماموریت پولیس اتحادیه اروپا در افغانستان و کارهای هیئت هماهنگی پولیس بین‌المللی است اضافه می‌گردد.
ارتش افغانستان در جریان دهه ۱۹۶۰ و اوایل ۱۹۹۰ میلادی توسط اتحاد جماهیر شوروی آموزش داده شده و تجهیز می‌گشت. این ارتش در سال ۱۹۹۲ از هم پاشید و به شبه‌نظامیان جنگ‌سالار محلی در مناطق مختلف تقسیم‌بندی شد. سپس در سال ۱۹۹۶ میلادی طالبان حاکمیت را در دست گرفتند. پس از این‌که طالبان در اواخر ۲۰۰۱ سرنگون شدند، ارتش جدید افغانستان با حمایت ایالات متحده و کشورهای عضو ناتو ساخته شد. تمامی آموزش‌هایی که به نیروهای امنیتی افغانستان تا سال ۲۰۰۹ داده می‌شد تحت یک فرماندهی صورت می‌ گرفت.

## تاریخچه

وزیر دفاع افغان عبدالرحیم وردک در حال امضای پیمان ناتو در ۲۰۰۹ میلادی.

پولیس ملی افغانستان از سال ۲۰۰۲ تا ۲۰۰۹ تحت برنامه پولیس افغانستان آموزش دریافت می‌کرد. در جلسه عمومی ناتو که در سال ۲۰۰۹ در شهر کل-استراسبورگ تدویر شده بود، متحدین و همکاران ناتو همزمان با تجلیل از شست سالگی صلح و امنیت در میان متحدین خود، اعلام نمودند که آن‌ها نظر به تجربه موفقیت‌آمیز آموزش که از عراق به‌دست آورده‌اند تصمیم دارند، که یک ماموریت آموزش ناتو در افغانستان را آغاز نمایند تا از فرایند آموزش‌های سطح عالی‌تر نیروهای امنیتی افغانستان نظارت نمایند.
ماموریت آموزش ناتو در افغانستان به تاریخ ۲۱ نومبر ۲۰۰۹ با فرمان‌دهی مشترک انتقال امنیت برای افغانستان یکی شده تا یک برنامه جامع آموزش برای افغانستان بسازند و چند روز پس از آن ناتو تعهدات متحدین خود را مبنی بر اعزام پرسنل و منابع جهت آموزش، مشاوره و تجهیز نیروهای امنیتی افغانستان حاصل کرد.
ماموریت NTM-A این بود تا از آموزش‌های سطح بالاتر اردوی ملی افغانستان (ANA) را نظارت نموده و به پولیس ملی افغانستان آموزش و مشاوره بدهد. همچنین در هماهنگی با CSTC-A برای برنامه‌های ارتقای ظرفیت عملیاتی مجاز و ضروری نیروهای امنیتی افغانستان برنامه‌ریزی نموده و آنرا اجرایی نمایند تا بتوانند به جمهوری اسلامی افغانستان در راستای رسیدن به امنیت و ثبات کمک کنند.
تعداد نیروهای امنیتی و دفاعی افغانستان تا دسامبر ۲۰۱۱ به بالاتر از ۲۹۰٬۰۰۰ نفر می‌رسد و انتظار می‌رود تا این رقم در انتهای ۲۰۱۴ به ۴۰۰٬۰۰۰ نفر برسد. تلاش‌ها برای ایجاد تسهیلات و برنامه‌های ارتقای ظرفیت به‌شدت در حال تغییر است تا با افزایش قابل‌توجه در تعداد نیروها به‌منظور تکمیل نمودن نیروی مورد نیاز، سازگار باشد.

## آموزش

### نیروهای مسلح افغانستان

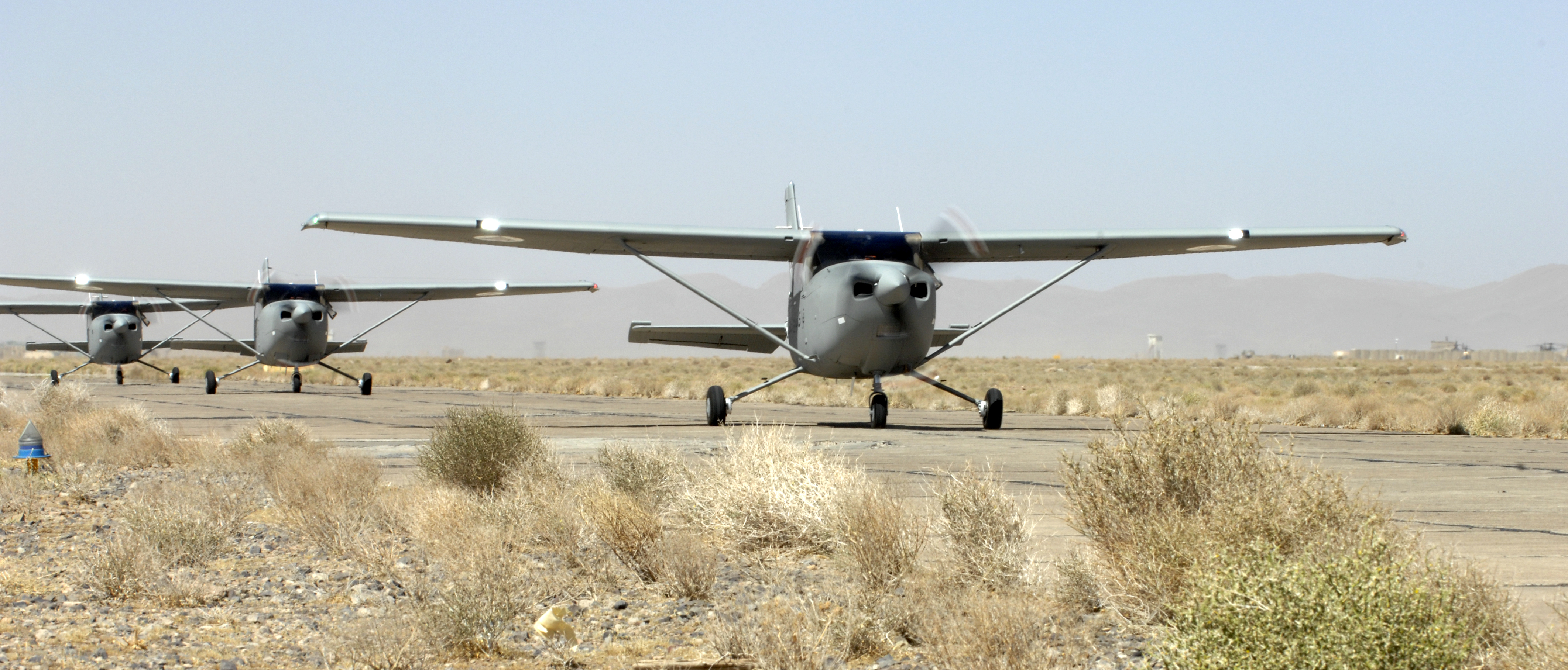
مربیان Ce182T در پایگاه هوایی شیندند که به عنوان مرکز اصلی تربیت قوای هوائی افغانستان عمل می‌کرد.

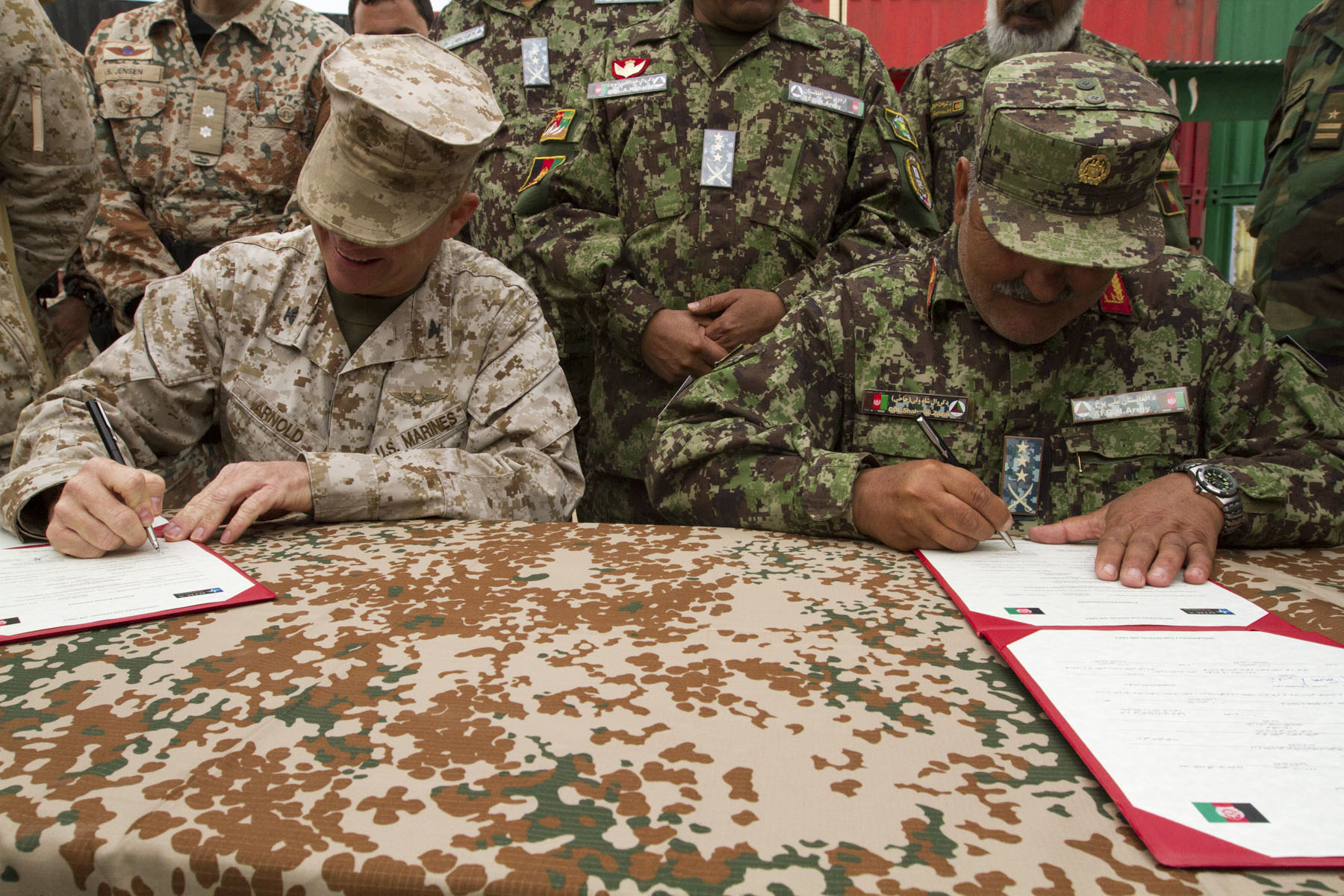
مرکز آموزش نظامی منطقه‌ای در جنوب غرب هلمند، در حال انتقال از نیروهای ائتلاف به ANA. قبل از آن، ساخت، تعمیر و نگهداری و رصد توسط نیروهای ایالات متحده، بریتانیا و دانمارکی صورت می‌پذیرفت.

اعضای نیروهای ائتلاف در افغانستان مسئولیت‌های مختلفی را به‌دوش گرفتند، تا اردوی ملی و نیروهای هوایی افغانستان را بسازند. تمامی این تلاش‌های گوناگون که از جانب ناتو و ماموریت آموزش در افغانستان صورت می‌گیرد توسط یک فرمان‌دهی چند-ملیتی سه-ستاره (دکرجنرال) که در شهر کابل مستقر می‌باشد مدیریت می‌شد.
از ۲۰۰۶ بدین‌سو تمامی آموزش و تعلیم و تربیت که توسط اردوی ملی افغانستان صورت می‌گرفت از جانب قوماندانی عمومی تعلیم و تربیه اردوی ملی افغان (ANATC)، که در سال ۲۰۰۵ تأسیس شد که یک قوماندانی دو ستاره (تورن جنرال) است، مستقیماً به ستر درستیز گزارش می‌دهد، مدیریت می‌گردد. مرکز تعلیمی نظامی کابل (KMTC)‏ و شش مرکز تعلیمی نظامی منطقهٔ (RMTC) و هم‌چنان چندین مکتب تخصصی دیگر تحت قوماندانی مرکزی ANATC قرار دارد. نیروهای ائتلاف در همکاری با اردوی ملی افغان از طریق تسک فورس فینکس عملیات‌های مشاوره و آموزش رسمی را انجام می‌دهند. این برنامه که در اپریل ۲۰۰۳ به‌طور رسمی آغاز شد در نزدیکی KMTC مستقر بوده و فعالیت‌های آموزش، مشاوره و حمایت‌های نیروهای ائتلاف را به‌طور جمعی و انفرادی هماهنگ می‌کند.
در هر کدام از قرارگاه‌های اردوی ملی افغان که از سطح کندک/گردان بالاتر هستند یک تیم هماهنگی و مشاوره عملیاتی (OMLT) از آموزگاران و مشاورین ناتو مستقر می‌باشد تا ارتباطات میان اردوی ملی افغان و نیروهای آیساف را هماهنگ نمایند. تیم‌های هماهنگی و مشاوره عملیاتی برنامه‌های عملیاتی را هماهنگ نموده و اطمینان حاصل می‌کند که قطعات اردوی ملی افغان از حمایت لازم برخوردار هستند. پس از این‌که هر کدام از قرارگاه‌های اردوی ملی افغان احضارات عملیات لازم را حاصل نمودند، مسئولیت‌ها به نیروهای افغان انتقال می‌شود و تیم مشاورین بین‌المللی قطعه اردوی ملی را ترک می‌کنند.
آموزش رسمی و توسعه حرفه‌ای اکنون در دو مدرسه مربوط به قوماندانی عمومی تعلیم و تربیه اردوی ملی افغان ارائه می‌گرد و هر دو مکتب در کابل موقعیت دارند. آکادمی ملی نظامی افغانستان که در نزدیکی میدان هوایی بین‌المللی افغانستان موقعیت دارد یک دانشگاه چهار ساله است و نظامیان افغان از آن به رتبه دوم بریدمن در رشته‌های مختلف نظامی فارغ‌التحصیل می‌شوند. نخستین صنف دانشجویان افسری آکادمی ملی نظامی در بهار ۲۰۰۶ سال دوم آکادمی، خود را آغاز کردند. کالج قوماندانیت و قرارگاهی (CGSC) که در جنوب کابل موقعیت دارد افسرهای اردوی ملی افغان را در سطح میانی تربیت می‌کند تا در لواها و قول اردوها خدمت کنند. فرانسه این مکتب را در اوایل ۲۰۰۴ تأسیس کرد و کادری از نظامیان ارتش فرانسه هم‌واره از عملیات این مکتب نظارت می‌نمود. یک دانشگاه ملی دفاعی نیز قرار است در نواحی شمال-غربی کابل تأسیس گردد. تمامی آموزش‌های اولیه افسری (شامل NMAA) و هم‌چنین آموزش‌های که در CGSC فراهم می‌گردد در نهایت به دانشگاه ملی دفاعی جدید منتقل می‌شود.
آموزش‌های انفرادی اولیه عمدتاً توسط آموزگاران اردوی ملی افغان و کارکنان مرکز تعلیمی نظامی کابل که تحت ANATC قرار داشته و در لبه شرقی پایتخت موقعیت دارد، صورت می‌گیرد. با این وجود، نیروهای مسلح افغانستان در سطوح مختلف از حمایت‌های نظارتی، مشورتی و همکاری قوماندانی مشترک (CSTC-A) برخوردار هستند. نیروهای مسلح ایالات متحده در آموزش‌های ابتدایی و پیشرفته سربازهای تازه همکاری نموده و هم‌چنان مکتب تعلیمات نظمی را پیش می‌برد که خرد ضابط‌های جدید برای کورس‌های آموزشی ابتدایی فارغ می‌دهد.
فرمان‌دهی آموزش هوایی ناتو برای افغانستان (NATC-A) نیروهای هوایی افغانستان را آموزش، مشاوره و تجهیزات می‌دهد. سه گروه آموزش هوایی NATC-A به مراکز نیروهای هوایی افغانستان در میدان هوایی کابل (جای که قطعه هوایی کابل مستقر است)، میدان هوایی بین‌المللی قندهار (جای که قطعه هوایی قندهار مستقر است) و در پایگاه هوایی شیندند (جای که قطعه هوایی شینند مستقر است) اعزام شده‌اند، هم‌چنین قطعات آموزشی کوچک به میدان‌های هوایی کوچک نیروهای هوای افغان مانند هرات اعزام می‌گردند. مشاورین هوایی ناتو هم‌چنین در قوماندانی‌های منطقهٔ IJC به عنوان هم‌اهنگ کننده خدمت می‌کنند تا ماموریت‌های قوای هوای افغان را تسهیل و هم‌اهنگ نمایند. NATC-A هم‌چنان قطعات هوایی (AIU) پولیس ملی افغان را آموزش، تجهیز و حمایت می‌نماید و قطعات هوایی پولیس عملیات مبارزه با مواد مخدر و ماموریت‌های لوژستیکی پولیس را در سراسر افغان انجام می‌دهد. تمامی این تلاش‌های گوناگون از جانب نیروهای ائتلاف توسط یک فرمان‌دهی چند-ملیتی یک ستاره (بربدجنرال) که قرارگاه مرکزی آن در میدان هوایی کابل است مدیریت می‌گردد (جای که نیروهای هوایی افغان مستقر می‌باشد).

### پولیس ملی افغان

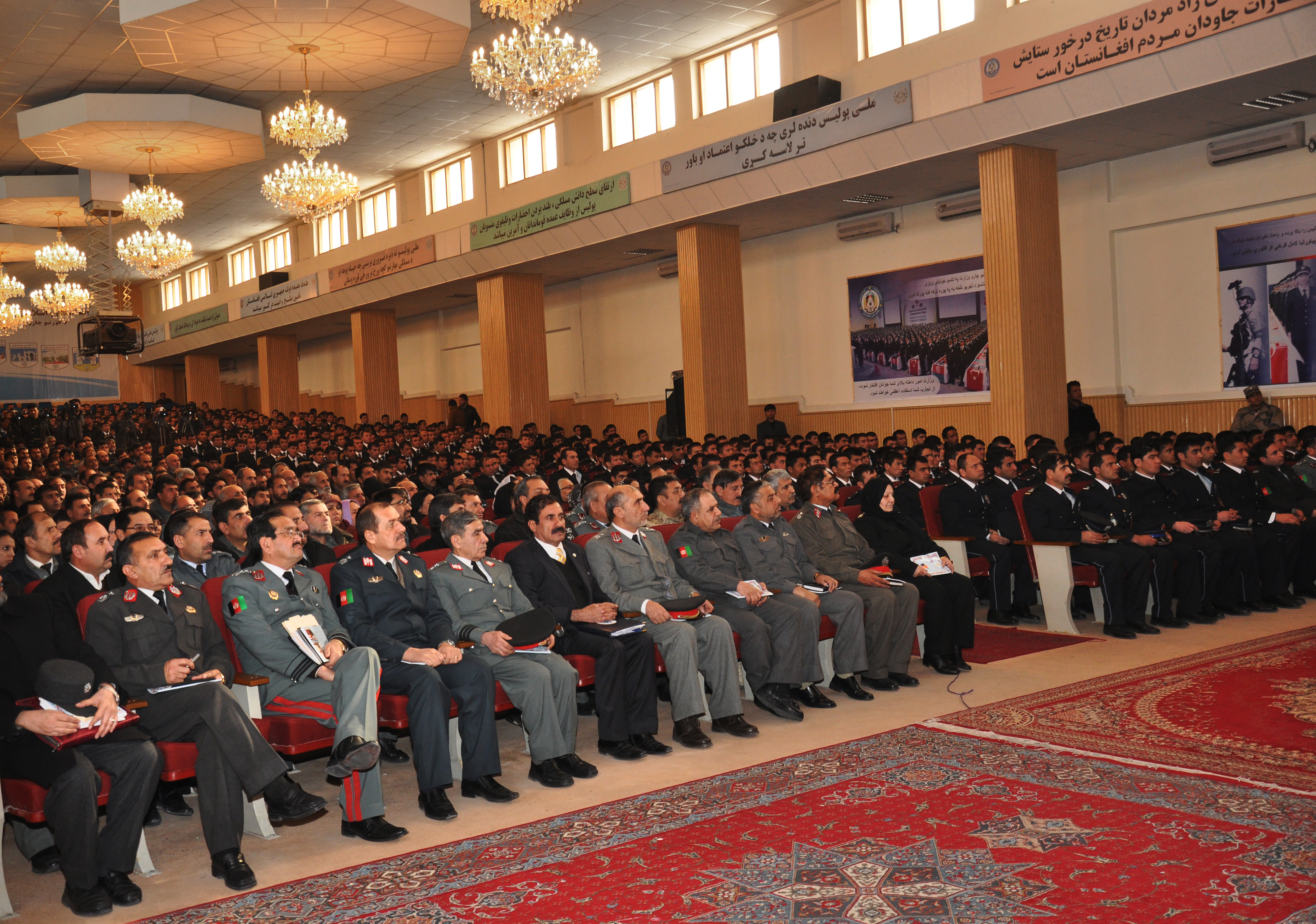
فارغ التحصیلان پولیس ملی افغانستان (ANP) در وزارت امور داخله در کابل نشسته‌اند.

برنامه پولیس ملی افغان (ANP) شامل بخش پولیس نیروهای امنیتی افغانستان می‌گردد. نیروهای پولیس افغانستان به رشد خود ادامه می‌دهد، تا این‌که نیروهای آن به ۱۶۰٬۰۰۰ نفر برسد، پولیس ملی افغان متشکل از پولیس سرحدی افغان، پولیس دارای یونیفورم، پولیس ملی نظم عامه افغان، پولیس مبارزه با مواد مخدر و پولیس محلی افغان (ALP) می‌باشد. در سال ۲۰۰۹، مقتضیات آموزشی از استخدام نیروی‌های بیشتر پولیس به حفظ نیروی موجود و مسلکی سازی پولیس تغییر نمود.
این هدف با افزودن ۱٬۵۵۰ پولیس سرحدی جدید که آموزش‌های ابتدایی را فرا گرفته‌اند به نیروهای پولیس سرحدی و رساندن تعداد مجموعی آن‌ها به ۱۸٬۰۰۰ نفر حاصل خواهد شد. پولیس ملی نظم عامه با آموزش ۲٬۱۰۰ پولیس نظم عامه جدید می‌تواند به سطح لازم خود برسد.
آموزش‌های ابتدایی برای ۳٬۵۰۰ پولیس دارای یونیفورم جدید برنامه‌ریزی شده‌است تا فرسایش پولیس ملی افغان متوقف شود. پس از این‌که تعداد نیروهای پولیس به ۱۲۶٬۰۰۰ نفر رسید، از قابلیت‌های باقی‌مانده آموزشی برای کورس‌های حرفهٔ استفاده شده و شامل کورس‌های پیشرفته پولیس برای آموزش ۳٬۲۰۰ تن از فارغین کورس‌های ابتدایی می‌باشد. هدف از این کورس‌های پیشرفته این است تا نیروهای حرفهٔ که عاری از فساد بوده و قابلیت تنفیذ قانون را داشته باشند فراهم نماید.
کورس‌های آموزشی تخصصی عبارت از: پولیس نمونه بامیان و پنجشیر، برنامه عدالت و اصلاحات، برنامه سواد آموزی، پولیس تحقیقات جنایی، برنامه مبارزه علیه تروریزم، آموزش پولیس سرحدی، خشونت داخلی، حمله جنسی، قطعات معیارهای مسلکی، قطعه همکاری خانواده، برنامه قاچاق انسان، کورس ارشد زبان انگلیسی، آموزش‌های صحی، کورس‌های TIP، برنامه آموزش‌های تاکتیکی (SWAT)، برنامه نظم عامه، FTO/PTP، آموزش راننده‌گی و برنامه شناسایی سندها. کورس‌ها برای خنثی سازی ماین‌های کنار جادهٔ (CIED) و خنثی سازی مواد انفجاری (EOD) نیز به پولیس ملی افغان فراهم می‌گردد. با استفاده از وجوه که در دسترس است ۱۶ تیم خنثی سازی ماین‌ها که هر کدام ۸ عضو دارد در مورد میکانیزم‌های خنثی سازی آموزش داده می‌شوند.
این دوره آموزشی به سه مرحله جامع تقسیم گردیده‌است و در درون قطعات پولیس ملی افغان آموزش داده می‌شود. متن قرارداد هم‌چنین شامل یک برنامه کامل آموزش آموزگاران است تا آن‌ها بتوانند متکی به خود شده و تمامی تیم‌های CIED را در درون قطعات پولیس ملی و یک تیم از مکتب EOD را آموزش دهند. روی‌کرد آموزش آموزگار باعث خواهد شد تا تعداد مشاورین از آغاز سال کاری دهم تقلیل داده شود. آموزش‌های صحی جنگی از عملیات‌های فعلی، رشد دوام‌دار و گسترش کلینیک پولیس در کابل، چهار کلینیک منطقهٔ و سایر کلینیک‌های کوچک که تحت حیطه مسئولیت پولیس قرار می‌گیرند، حمایت می‌نماید.
براساس قرارداد آموزشی، نیروهای پولیس افغان در کورس رشد مجریان قانون FBI آمریکا آموزش می‌بینند، روی‌دادهای مشترک آموزش پولیس برگزار می‌گردد و روی‌دادهای آموزش طی مراحل پاسپورت در گمرک‌ها تدویر می‌گردد. آموزش‌های طب پیش‌گیرانه باعث پای‌داری سلامت دراز-مدت پولیس گردیده و قدرت عملیاتی پولیس ملی افغان را بهبود می‌بخشد. طرزالعمل‌های حفظ الصحه و بهداشت در این برنامه برای پولیس آموزش داده می‌شود تا نرخ مریضی کاهش یافته و به احتمال بالقوه میزان آماده‌گی عملیاتی پولیس در روز بیشتر شود.
فراهم نمودن آموزگار و مشاورین برای تطبیق نصاب درسی تا نیروهای تازه استخدام شده پولیس در حوزه‌های مخصوص تنفیذ قانون مانند تحقیقات جنایی و سلاح‌های ویژه و تاکتیک‌ها آماده شوند. آموزگارانی برای قطعه آموزشی پولیس ملی نظم عامه که در ادراسکن مستقر هستند نیز فراهم می‌گردد. چون افغانستان از دهه‌ها بدین‌سو در هرج و مرج بسر می‌برد، این کشور به نبود متخصصین و کارکنان حقوقی آموزش دیده که بتوانند بدون دریافت آموزش‌های حقوقی قابل‌توجه در دپارتمنت مشاوریت حقوقی وزارت امور داخله استخدام گردند، روبرو است. مرکز تعلیمی ریاست اطفائیه هر سال به تعداد ۴۵۰ نفر را آموزش می‌دهد. ریاست اطفائیه نیاز به یک مرکز تعلیمی ویژه در کابل دارد تا بتواند آموزش‌های ابتدایی، پیشرفته و دوام‌دار را برای مدیریت‌های اطفائیه در سراسر کشور فراهم نماید.